# Lofoti
Lofoti so otočje in tradicionalno okrožje v administrativni regiji Nordland na Norveškem. Lofoti imajo značilno pokrajino z dramatičnimi gorami in vrhovi, odprtim morjem in zaščitenimi zalivi, plažami in nedotaknjeno zemljo. Obstajata dve mesti, Svolvær in Leknes – slednji je približno 169 km severno od arktičnega kroga in približno 2420 km stran od severnega tečaja. Otočje doživlja eno največjih anomalij povišane temperature na svetu glede na njegovo visoko zemljepisno širino.

## Etimologija
Lofoti (staronordijsko Lófótr) je bilo prvotno ime otoka Vestvågøya. Prvi element je ló (tj. 'ris'), zadnji element pa izhaja iz nordijskega fótr (tj. 'noga'), saj je bilo treba obliko otoka primerjati z obliko risove noge. (Staro ime sosednjega otoka Flakstadøya je bilo Vargfót, 'volčja noga', iz vargr 'volk'). Druga možnost je, da izhaja iz besede za svetlobo glede na prisotnost aurore borealis, saj je sama beseda za svetlobo koren staronorveške besede za risa lóa, čeprav najzgodnejši dokazi kažejo, da je bilo Lófótr najprej ime otoka Vestvågøy in je šele kasneje postalo ime verige otokov. Najbolj skromna je analogija z auroro borealis, saj se beseda fótr običajno ne uporablja za opis nog plenilskih zveri, namesto tega se uporablja beseda hrammr (tačka) ali löpp (tudi šapa) za živali, kot so mačke ali psi. Fótr se lahko uporablja za opisovanje nog in kot taka lahka noga predstavlja najbolj verodostojno etimologijo ob upoštevanju geografije otočja, ki se sčasoma spremeni v opis samo otoka Vestvågøy, preden ponovno opiše otoško verigo od glavnega otoka.
Drugo ime, ki bi ga lahko srečali, je Lofotveggen ali Lofotska stena. Otočje je videti kot zaprta stena, če jo gledamo z vzpetin okoli Bodøja ali ko prispemo z morja, dolga je približno 100 kilometrov in visoka 800–1000 metrov.

## Zgodovina
Po mnenju Roberta M. D'Anjouja in drugih: »Obstajajo dokazi o človeški poselitvi Lofotov pred vsaj 11.000 leti, najzgodnejša arheološka najdišča ... pa so stara le okoli 5500 let, na prehodu iz zgodnje v pozno kamena doba«. Železnodobno poljedelstvo, živinoreja in številna človeška bivališča segajo nazaj v ok. 250 pr. n. št.
Mesto Vågan (nordijsko Vágar) je prva znana mestna tvorba na severu Norveške. Obstajalo je v zgodnji vikinški dobi, morda že prej, in je bilo na južni obali na vzhodnih Lofotih, blizu današnje vasi Kabelvåg v občini Vågan. Vikinški muzej Lofotr z rekonstruirano 83-metrsko dolgo hišo (največjo znano) je blizu Borga na Vestvågøyu, kjer so številne arheološke najdbe iz železne dobe in vikinške dobe.
Otoki so že več kot 1000 let središče velikega ribolova trske, zlasti pozimi, ko se trska seli proti jugu iz Barentsovega morja in se zbira na Lofotih, kjer se drsti. Bergen na jugozahodu Norveške je bil dolgo časa središče za nadaljnji izvoz trske na jug v različne dele Evrope, zlasti takrat, ko je trgovino nadzirala Hansa. V nižinskih območjih, zlasti na Vestvågøyu, ima kmetijstvo pomembno vlogo, tako kot že od bronaste dobe naprej.
Marca 1941 so otoke vdrli britanski komandosi med operacijo Claymore in v naslednjem diverzivnem napadu v podporo napadu Vaagso decembra.
Od leta 2017 otoki pritegnejo milijon turistov letno.

## Geografija
Lofoti so med 67. in 68. severnim vzporednikom ob obali severne Norveške. So ena najbolj znanih in obiskanih turističnih točk v državi, ponašajo se z izjemnimi naravnimi lepotami, s tradicionalno vaško arhitekturo in načinom življenja prebivalcev. V okviru lofotov so združene občine Vågan, Vestvågøy, Flakstad, Moskenes, Værøy in Røst. Največji otoki, od severa proti jugu, so:
- južni predel otoka Hinnøya
- Austvågøy (526.7 km²  68°20′N, 14°40′E),
- Gimsøya (46.4 km²  68°18′N, 14°11′E),
- Vestvågøy (411.1 km²  68°10′N, 13°45′E),
- Flakstadøya (109.8 km²  68°5′N, 13°20′E),
- Moskenesøya (185.9 km²  67°55′N, 13°0′E),

Dlje proti jugu sta majhna in osamljena otoka Værøy (67°40′N 12°40′E / 67.667°N 12.667°E) in Røst (67°37′N 12°7′E / 67.617°N 12.117°E). Skupna površina ozemlja znaša 1227 kvadratnih kilometrov, število prebivalcev pa 24.500. Mnogi bodo trdili, da so del kompleksa Lofotov tudi Hinnøya, severni del Austvågøya in več sto manjših otokov, otočkov in čeri vzhodno od Austvågøya. Zgodovinsko gledano se je teritorialna opredelitev Lofotov močno spremenila. Med celino in Lofotskim arhipelagom leži prostran, odprt Vestfjorden, na severu pa Vesterålen. Glavni mesti na Lofotih sta Leknes na Vestvågøyu in Svolvær na Våganu. Glavni otoki so med seboj in s celino povezani s cestnimi mostovi.
Za Lofote so značilne gore in vrhovi, zaščiteni zalivi, odseki morske obale in velika nedotaknjena območja. Najvišja gora na Lofotih je Higravstinden (1161 metrov) na Austvågøyu; narodni park Møysalen le severovzhodno od Lofotov ima gore, ki dosegajo 1262 metrov. Slavni sistem plimskih vrtincev Moskstraumen (Malstrøm) je na zahodnih Lofotih in je pravzaprav koren izraza vrtinec.

### Geologija
Lofoti so horstov greben skale. Skale Lofotov spadajo v širšo regijo zahodnega gnajsa na Norveškem. Nekatere visoke reliefne in nepravilne površine Lofotov so pripisali jedkanju, ki je potekalo v mezozoiku. Dokaz za to bi bil kaolinit, najden na nekaterih lokacijah. Na severozahodu je Lofotski arhipelag omejen z mejno prelomnico West Lofoten Border Fault, ki poteka proti SV–JZ. To je normalen prelom, katerega škarpa preloma je bila erodirana in tvori nagnjeni prelom (dip-slip fault).
Na otoku Vestvågøya imajo gore strma pobočja proti odprtemu morju na severozahodu in jugovzhodu, medtem ko so pobočja, ki kažejo proti notranjosti otoka, bolj položna. To je rezultat erozije, ki deluje na pokrajino, ki je bila dvignjena vzdolž SV–JZ prelomov na robovih Lofotov, medtem ko je notranja os ostala bolj stabilna. V tektonskem smislu so gore polgrabeni, prelomi pa so zdrsi.
Morje okoli Lofotov je znano po znatnih zalogah nafte: 1,3 milijarde sodov. Črpanje nafte na območju Lofotov je prepovedano.

### Živalstvo in rastlinstvo
Morje je bogato z življenjem in največji globokomorski koralni greben na svetu, imenovan Røst Reef, je zahodno od Røsta. Približno 70 % vseh rib, ulovljenih v Norveškem in Barentsovem morju, uporablja otoške vode kot gojišče. Vidre so pogoste, na največjih otokih pa so losi. Obstaja nekaj gozdov s puhasto brezo in jerebiko. Na Lofotih ni avtohtonih gozdov iglavcev, ampak nekaj manjših površin z zasebnimi nasadi smreke. Sorbus hybrida (skorš) in Malus sylvestris (divja jablana) se pojavljata na Lofotih, vendar ne severneje.

#### Ptice
Približno 27.000 ha morskih voda vzdolž severozahodnih obal in fjordov Lofotov je BirdLife International (BLI) označil za pomembno območje za ptice (IBA), ker podpira prezimovanje populacij navadnih gag (Somateria mollissima) in rumenokljunega slapnika (gavia adamsii). IBA vsebuje ali se prekriva z naravnimi rezervati Seløya, Morfjorden, Laukvikøyene, Eggum in Borgværet ter ramsarskim območjem Laukvikøyene. Na Lofotih je velika gostota belorepcev in kormoranov ter na milijone drugih morskih ptic, med njimi pisani mormon. Ima največjo kolonijo morskih ptic v celinski Evropi. Izkazalo se je, da so ptice, ki so jih nekoč zamenjali za izumrlo veliko njorko, nekatere od devetih kraljevih pingvinov, ki so bili avgusta 1936 izpuščeni okoli norveških Lofotskih otokov, tam pa vsaj do leta 1944.

### Podnebje
Za Lofote je večinoma subpolarno oceansko podnebje (Cfc) po Köppnovi podnebni klasifikaciji, čeprav imajo nekateri deli, kot je Skrova, zmerno oceansko podnebje (Cfb). Zimske temperature na Lofotih so izjemno blage glede na lokacijo severno od arktičnega kroga – morda največja pozitivna temperaturna anomalija na svetu glede na zemljepisno širino. Mile zime so posledica zmernih voda Norveškega morja, ki jih segrevata Zalivski tok in Norveški tok. Zelo pomemben je tudi blag zrak (nižje) iz Atlantika, ki ima prosto pot proti severu tudi pozimi.
Pozno jeseni in pozimi se lahko pojavijo močni vetrovi. Sneg in žled pozimi nista redkost. V gorah so lahko znatne količine snega, s strmih pobočij pa se lahko sprožijo snežni plazovi.
V Svolværju je sonce neprekinjeno nad obzorjem ('polnočno sonce') od 25. maja do 17. julija, pozimi pa sonce ne vzide od 4. decembra do 7. januarja. V Leknesu je sonce nad obzorjem od 26. maja do 17. julija, pozimi pa sonce ne vzide od 9. decembra do 4. januarja.
Temperaturo v morju merijo od leta 1935. Na globini 1 metra v morju blizu Skrove se temperature vode razlikujejo od najnižjih 3 °C marca do 14 °C v avgustu, pri čemer nekaj let doseže vrh nad 17 °C. Novembra je okoli 7–8 °C. Na globini 200 metrov je temperatura vse leto skoraj 8 °C. Svetilnik Skrova na otoku blizu Svolværja ima najdaljši zapis temperature zraka na Lofotih. Najvišja zabeležena temperatura je bila 30,4 °C junija 1972. Najhladnejša zabeležena temperatura je bila −15,1 °C februarja 1966. Zadnja nočna zmrzal v juniju je bila leta 1962, zadnja zmrzal v septembru pa leta 1986. Skrova in bližnji Svolvær sta med tistimi kraji na severu Norveške, kjer lahko zabeležijo tisto, kar Norvežani poznajo kot 'tropske noči', ko najnižja nočna temperatura ne pade pod 20 °C. Najtoplejša noč, zabeležena na Lofotih, je bila 1. julija 1972 pri Skrovi z najnižjo temperaturo 23,8 °C, najzgodnejša poletna noč pa je bila 10. junija 2011 z nizko temperaturo 21,5 °C. Najbolj namočen mesec je december 1936 z 227 mm, najbolj suh pa januar 2014 z 0,9 mm.

### Promet
Evropska cesta E10 z mostovi in podmorskimi predori povezuje večje otoke Lofotov. Cesta E10 prav tako povezuje Lofote s celino Norveške prek cestne povezave Lofast, ki je bila uradno odprta 1. decembra 2007. Obstaja več dnevnih avtobusnih prevozov med otoki ter med Lofoti in celino vzdolž E10.
Lofote oskrbujejo tudi številna majhna letališča:
- Letališče Leknes (101.757 potnikov v letu 2014)
- Letališče Svolvær, Helle (74.496 potnikov leta 2014)
- Letališče Røst (9 889 potnikov v letu 2014), ki ponuja predvsem lete v Bodø.
- Heliport v Værøyu (9420 potnikov leta 2014)
- Letališče Stokmarknes, Skagen (93.782 potnikov v letu 2016) se nahaja v Vesterålenu.
- Letališče Harstad/Narvik, Evenes ima direktne lete v Oslo in Trondheim.

Bodø se pogosto uporablja kot vozlišče za potovanja na Lofote. Poleg letalskega prevoza obstaja trajekt, ki povezuje Bodø z Moskenesom. Obstaja tudi trajekt, ki povezuje Svolvær s Skutvikom v Hamarøyu, s cestno povezavo vzhodno do E6. Hurtigruten pristaja v Stamsundu in Svolværju.